# Era visto!
Era vistoǃ es una serie de televisión gallega estrenada en abril del año 2011. Producida y creada por Zopilote S.L., se emite en la TVG.
Fue galardonada con el premio a la mejor serie de televisión en los Premios Mestre Mateo 2012 y en los Premios Mestre Mateo 2013.

## Argumento
Se desarrolla en la villa imaginaria de Lameiro, una pequeña población rural en la que conviven las últimas costumbres y modos de la vida actual con algunas de las más arcaicas tradiciones del campo gallego. 

En tono de comedia con toques costumbristas, la serie relata, en episodios breves de diez minutos de duración, las tribulaciones de Moncho (Federico Pérez Rey), único empleado en la ferretería del carpetovetónico y caciquil don Anselmo (Manuel Manquiña); siempre dispuesto a seguir los disparatados consejos de sus compañeros de tasca, Lino (un empleado de Correos interpretado por Víctor Fábregas) y Puskas (Xosé Antonio Touriñán).

## Audiencia
Era visto! tiene su techo de audiencia en 252.000 espectadores y una cuota de pantalla del 24,2%. Los buenos resultados cosechados durante sus cuatro años de emisión en la Televisión de Galicia han propiciado la venta de los derechos a otras televisiones autonómicas, como la Balear IB3 Televisió

## Reparto
- Federico Pérez Rey como Moncho
- Patricia Vázquez como Elvira
- Marcos Pereiro como Kevin José y Ramona Comanecci
- Víctor Fábregas como Lino
- Xosé Antonio Touriñán como Puskas
- Manuel Manquiña como don Anselmo
- Isabel Risco como doña Hortensia
- Covadonga Berdiñas como Carmucha
- Theresa P. Lousame como Jessi

## Galardones y nominaciones

### Premios Mestre Mateo
| Año  | Categoría                     | Receptor                                 | Resultado |
| ---- | ----------------------------- | ---------------------------------------- | --------- |
| 2011 | Mejor serie de televisión     | Producciones Zopilote para TVG           | Nominada  |
| 2011 | Mejor actor                   | Federico Pérez                           | Nominado  |
| 2011 | Mejor actor secundario        | Víctor Fábregas                          | Nominado  |
| 2011 | Mejor realizador              | Carlos Aires, Xosé Castro y Andrés Mahía | Nominados |
| 2012 | Mejor serie de televisión     | Producciones Zopilote para TVG           | Ganadora  |
| 2012 | Mejor actor                   | Federico Pérez                           | Nominado  |
| 2012 | Mejor música original         | Piti Sanz                                | Nominada  |
| 2013 | Mejor serie de televisión     | Producidos Zopilote para TVG             | Ganadora  |
| 2013 | Mejor actor                   | Federico Pérez                           | Nominado  |
| 2013 | Mejor actriz                  | Patricia Vázquez                         | Nominada  |
| 2013 | Mejor actor secundario        | Manuel Manquiña                          | Nominado  |
| 2013 | Mejor actriz secundaria       | Isabel Risco                             | Ganadora  |
| 2013 | Mejor guion                   | Carlos Aires, Xosé Castro y Andrés Mahía | Nominados |
| 2013 | Mejor música original         | Piti Sanz                                | Nominada  |
| 2013 | Mejor maquillaje y peinado    | Ana Coya                                 | Nominada  |
| 2013 | Mejor diseño de vestuario     | Ana Sánchez                              | Nominada  |
| 2014 | Mejor serie de televisión     | Producidos Zopilote para TVG             | Nominada  |
| 2014 | Mejor dirección de producción | Ángel Seoane                             | Nominado  |
| 2014 | Mejor sonido                  | Juan Gay, Santi Jul e Iván Laxe          | Nominados |

## Galería de imágenes

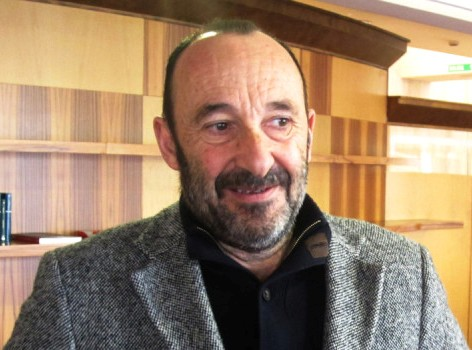
Manuel Manquiña.
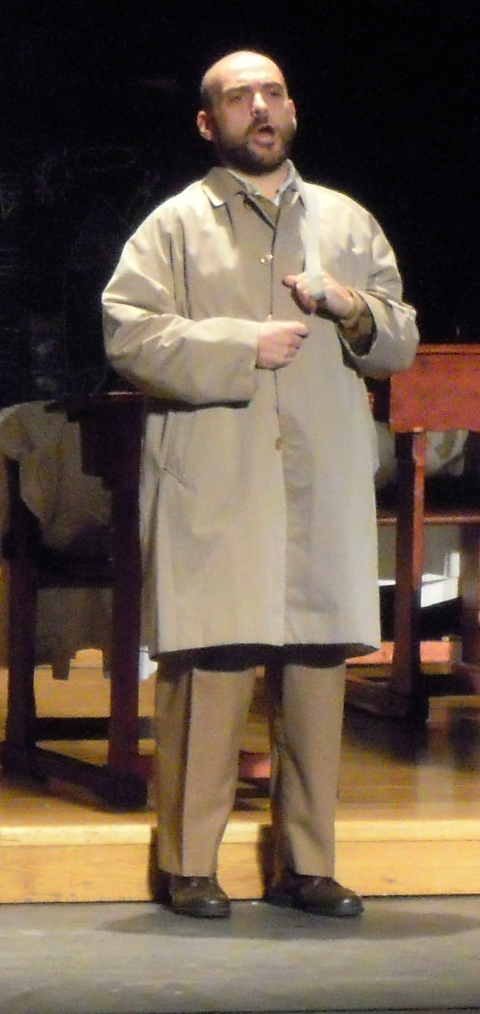
Federico Pérez Rey.
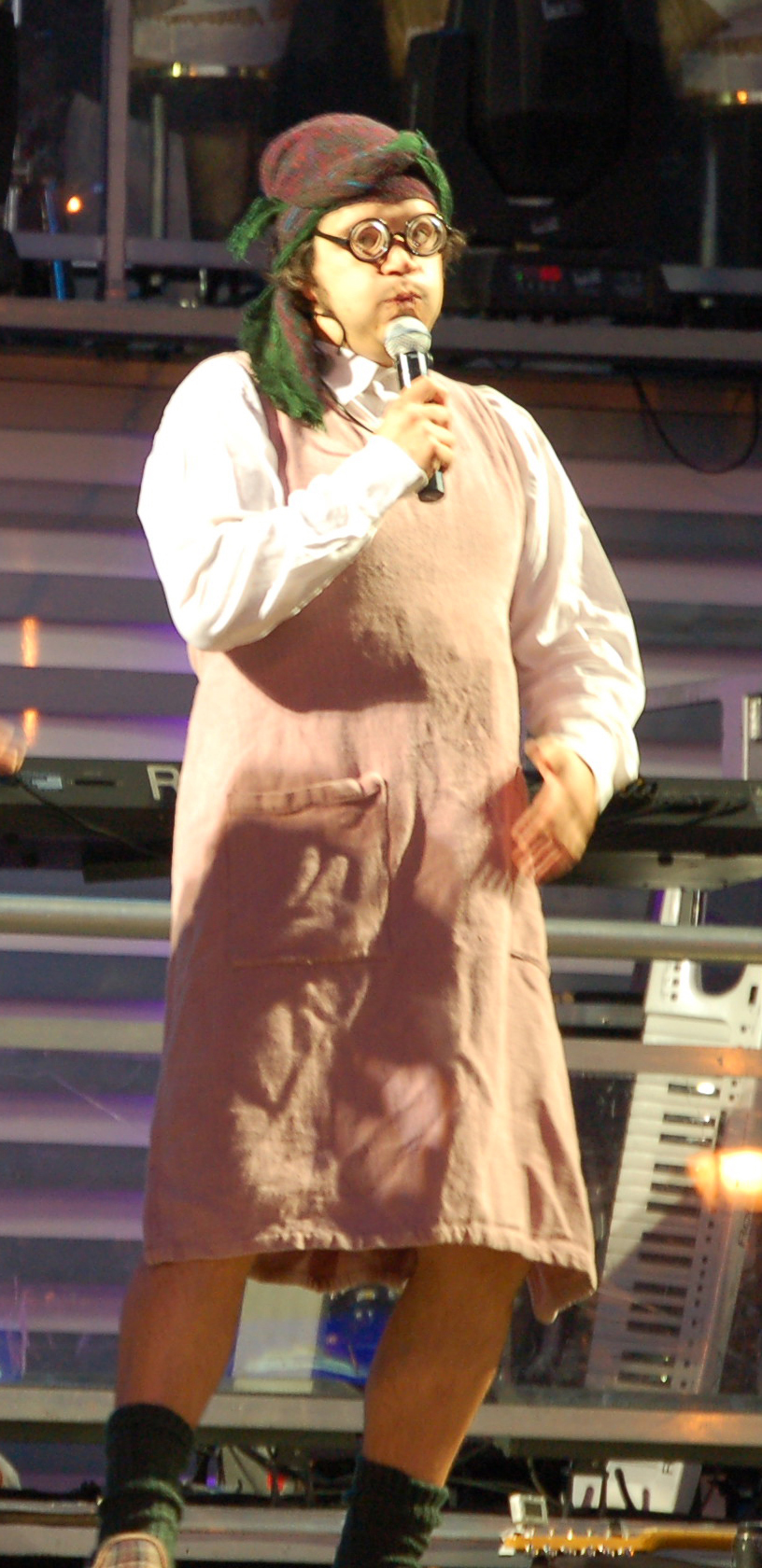
Xosé Antonio Touriñán.
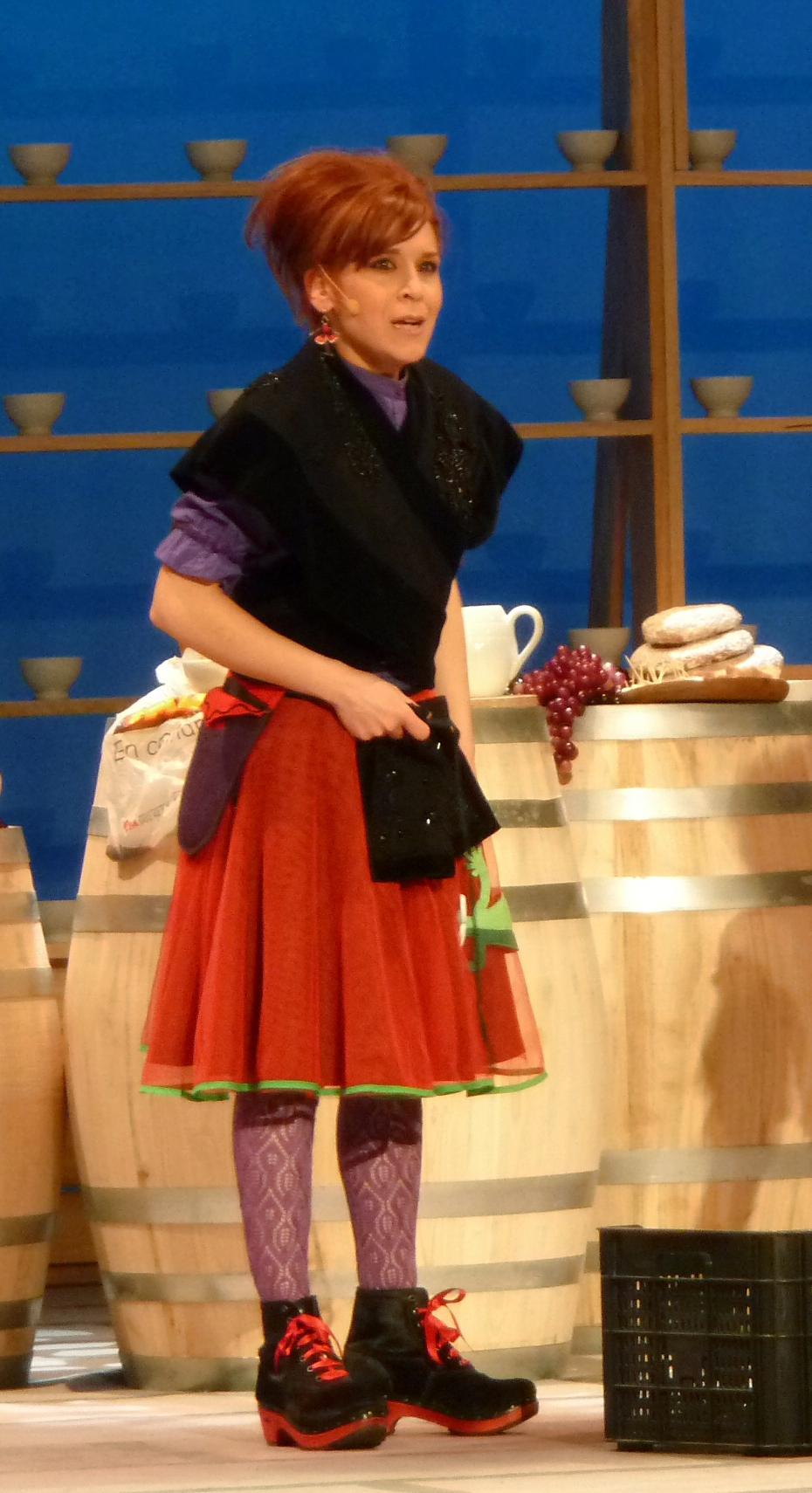
Isabel Risco.